# Leishmania donovani
Leishmania donovani – gatunek pasożytów wewnątrzkomórkowych należących do rodzaju Leishamania. Wiciowiec pasożytuje w postaci amastigota w skórze i tkance podskórnej. Występuje głównie w Afryce, Azji, Ameryce Południowej i Środkowej.

## Budowa

### Amastigota
Jej długość to od 2 do 5,5 μm. Posiada duże jądro komórkowe zawierające duży kariosom. Wewnątrz komórki znajduje się również charakterystyczny pałeczkowaty kinetoplast.

### Promastigota
Jest większa od amastigoty i osiąga wymiary od 10 do 15 μm. Charakteryzuje się podłużnym kształtem oraz jądrem znajdującym się w centrum komórki. Dodatkowo posiada wić, która umożliwia poruszanie się i wnikanie do komórek żywiciela.

## Cykl życiowy
Zarażenie następuje postacią promastigota podczas ssania krwi przez samicę moskita. Pasożyt wnika do komórek skóry i powoduje ognisko pierwotne. Następnie przenosi się do makrofagów i intensywnie dzieli. Zaraża monocyty i neutrofile i wędruje do wątroby, śledziony i szpiku kostnego. Samica moskita zaraża się krwią zawierająca amastigoty, które w jej jelitach przekształcają się w promastigoty i są zdolne do zarażania.

## Chorobotwórczość
Pasożyt wywołuje chorobę leiszmaniozę, której charakterystycznymi objawami są:
- Dreszcze
- Gorączka
- Powiększenie wątroby i śledziony
- Wymioty
- Owrzodzenie jelita grubego
- Odwodnienie
- Niedokrwistość z leukopenią